# Meseta Aquarius

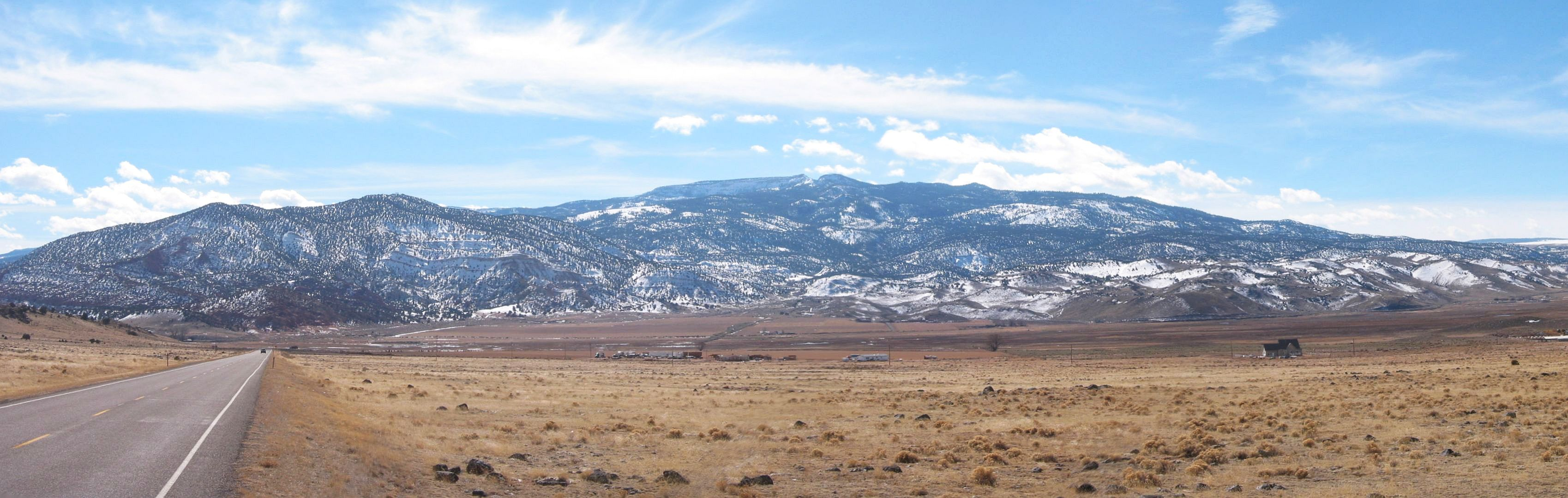
Las montañas Boulder (3452.8 m) sobre la meseta Aquarius.

La meseta Aquarius (del inglés: Aquarius Plateau) es una región fisiográfica de Estados Unidos de la sección de las Altas Mesetas de la Provincia de la Meseta del Colorado (Colorado Plateau Province). Se encuentra dentro de los condados de condado de Garfield y condado de Wayne, en la parte centro-sur del estado de Utah.

## Geografía
La meseta, un levantamiento tectónico en el relieve mucho mayor de la meseta de Colorado, es la de más altitud de América del Norte. Comprende 2330 km² de tierras altas en su mayoría de bosques, muchos de ellos parte del bosque nacional Dixie (Dixie Nacional Forest). Cuenta con más de 200 km² de ondulados terrenos montañosos por encima de los 3350 m. La meseta incluye las montañas Boulder que culminan a 3452,8 m  en el Bluebell Knoll.

### Parques
La región tiene algunas áreas protegidas y parques, como el parque nacional Bryce Canyon y el bosque nacional Dixie.

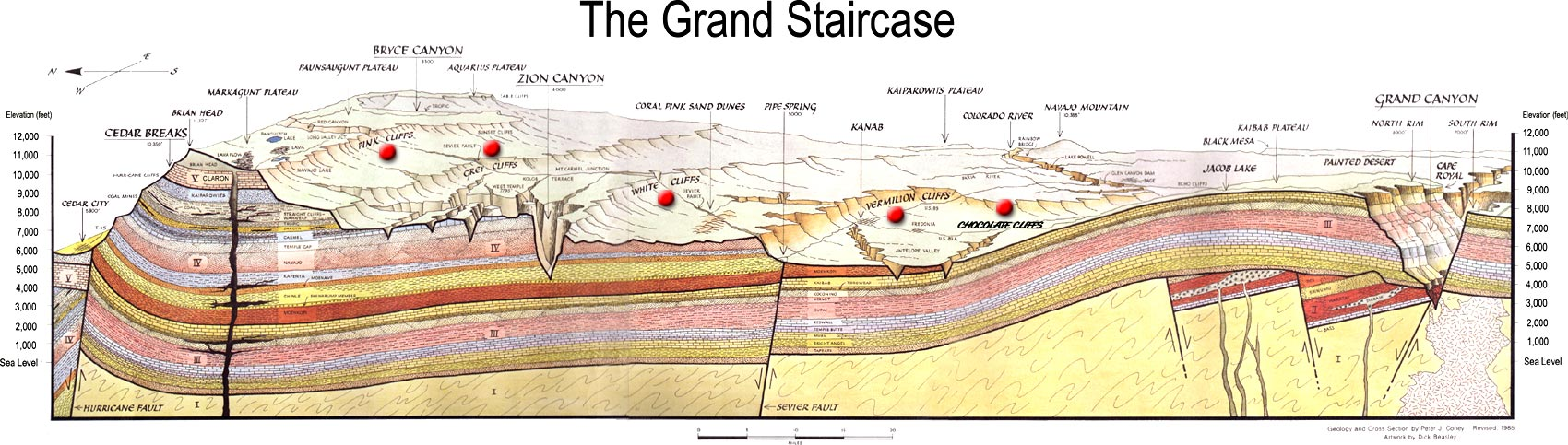
Corte de la Gran Staircase, con la meseta Aquarius en el extremo septentrional.